# Schweizer Nordische Skimeisterschaften 1993
Die Schweizer Nordischen Skimeisterschaften 1993 fanden vom 22. bis 31. Januar 1993 in La Fouly, am 6. und 7. Februar 1993 in St. Moritz und am 3. April und 4. April 1993 auf der Alp Bondo statt. Ausgetragen wurden im Skilanglauf bei den Männern die Distanzen 10 km, 30 km und 50 km, sowie ein Verfolgungsrennen und die 4 × 10 km Staffel. Bei den Frauen fanden die Distanzen 5 km, 15 km und 30 km, sowie ein Verfolgungsrennen und die 4 × 5 km Staffel statt. Bei den Männern siegte Markus Hasler in der Verfolgung und über 30 km, Jürg Capol über 10 km, Juri Burlakow über 50 km und die Staffel von SC Marbach. Bei den Frauen holte Sylvia Honegger alle vier Einzeltitel und die Staffel von SC Am Bachtel. Das Skispringen gewann Sylvain Freiholz und die Nordische Kombination Jean-Yves Cuendet.

## Skilanglauf

### Männer

#### 30 km klassisch
| Platz | Name            | Verein                               | Zeit (std) |
| ----- | --------------- | ------------------------------------ | ---------- |
| 01    | Markus Hasler   | Unterländer Wintersportverein Eschen | 1:20:38,6  |
| 02    | Jeremias Wigger | SC Entlebuch                         | 1:21:08,2  |
| 03    | Jürg Capol      | Les Cernets                          | 1:21:39,5  |
| 04    | Giachem Guidon  | SC Galgenen                          | 1:22:37,4  |
| 05    | Hans Diethelm   | SC Galgenen                          | 1:22:39,5  |
| 06    | Juri Burlakow   | Wald ZH                              | 1:23:16,2  |
| 07    | André Jungen    | SC Adelboden                         | 1:23:16,3  |
| 08    | Emanuel Buchs   | Im Fang                              | 1:24:07,9  |
| 09    | Isidor Haas     | SC Marbach                           | 1:24:13,4  |
| 10    | Jörg Hafner     | Ulrichen                             | 1:24:37,0  |

Datum: Freitag, 23. Januar 1993 in La Fouly

Zum Auftakt dieser Meisterschaften gewann Markus Hasler mit 29,6 Sekunden auf Jeremias Wigger und wurde als erster Liechtensteiner Schweizer Meister. Es waren 84 Läufer am Start, von denen 76 ins Ziel kamen. Der Vorjahressieger Daniel Hediger war nicht am Start.

#### 10 km klassisch
| Platz | Name               | Verein                               | Zeit (min) |
| ----- | ------------------ | ------------------------------------ | ---------- |
| 01    | Jürg Capol         | Les Cernets                          | 29:21,7    |
| 02    | Giachem Guidon     | SC Galgenen                          | 29:37,4    |
| 03    | Markus Hasler      | Unterländer Wintersportverein Eschen | 29:45,6    |
| 04    | Hans Diethelm      | SC Galgenen                          | 30:03,5    |
| 05    | Jeremias Wigger    | SC Entlebuch                         | 30:08,4    |
| 06    | Beat Koch          | SC Marbach                           | 30:10,9    |
| 07    | Jörg Hafner        | Ulrichen                             | 30:20,5    |
| 08    | Juri Burlakow      | Wald ZH                              | 30:33,0    |
| 09    | Wilhelm Aschwanden | SC Marbach                           | 30:34,0    |
| 10    | Isidor Haas        | SC Marbach                           | 30:38,7    |

Datum: Freitag, 29. Januar 1993 in La Fouly

Das Einzelrennen mit 87 Läufern gewann Jürg Capol mit 15,7 Sekunden Vorsprung auf Giachen Guidon und 23,9 Sekunden auf Markus Hasler. Der Vorjahressieger Jeremias Wigger wurde Fünfter. Das Ergebnis dieses Rennen zählte für das Verfolgungsrennen am folgenden Tag.

#### 15 km Freistil Verfolgung
| Platz | Name               | Verein                               | Zeit (min) |
| ----- | ------------------ | ------------------------------------ | ---------- |
| 01    | Markus Hasler      | Unterländer Wintersportverein Eschen | 41:07,4    |
| 02    | Jeremias Wigger    | SC Entlebuch                         | 41:21,6    |
| 03    | Jürg Capol         | Les Cernets                          | 41:31,2    |
| 04    | André Jungen       | SC Adelboden                         | 41:40,7    |
| 05    | Giachem Guidon     | SC Galgenen                          | 43:37,3    |
| 06    | Isidor Haas        | SC Marbach                           | 43:57,9    |
| 07    | Wilhelm Aschwanden | SC Marbach                           | 44:01,9    |
| 08    | Erwin Lauber       | SC Marbach                           | 44:07,4    |
| 09    | Juri Burlakow      | Wald ZH                              | 44:13,4    |
| 10    | Reto Bachmann      | Samedan                              | 44:26,5    |

Datum: Samstag, 30. Januar 1993 in La Fouly

Hasler holte damit seinen zweiten Meistertitel. Es waren 84 Athleten am Start, von denen 77 ins Ziel kamen.

#### 50 km Freistil
| Platz | Name               | Verein       | Zeit (std) |
| ----- | ------------------ | ------------ | ---------- |
| 01    | Juri Burlakow      | Wald ZH      | 2:16:28,2  |
| 02    | André Jungen       | SC Adelboden | 2:16:29,4  |
| 03    | Giachem Guidon     | SC Galgenen  | 2:16:33,6  |
| 04    | Jürg Capol         | Les Cernets  | 2:16:37,4  |
| 05    | Wilhelm Aschwanden | SC Marbach   | 2:17:26,3  |
| 06    | Daniel Hediger     | SC Bex       | 2:17:28,9  |
| 07    | Lukas Kalbermatten | Blatten      | 2:17:35,2  |
| 08    | Rolf Zurbrügg      | SC Adelboden | 2:17:35,7  |
| 09    | Walter Thierstein  | SC Frutigen  | 2:19:13,6  |
| 10    | Toni Dinkel        | Zürich       | 2:19:14,4  |

Datum: Sonntag, 4. April 1993 auf der Alp Bondo

Burlakow gewann vor André Jungen und Giachem Guidon und holte damit seinen ersten Meistertitel.

#### 4 × 10 km Staffel
| Platz | Namen                                                          | Verein                     | Zeit (std) |
| ----- | -------------------------------------------------------------- | -------------------------- | ---------- |
| 01    | Beat Koch Erwin Lauber Isidor Haas Wilhelm Aschwanden          | SC Marbach                 | 1:51:31,5  |
| 02    | Patrick Mächler Hans Diethelm Urban Ziegler Giachem Guidon     | SC Galgenen                | 1:52:57,5  |
| 03    | Jörg Hafner André Rey Steve Maillardet Emanuel Buchs           | Grenzwachtkorps V Ulrichen | 1:54:51,6  |
| 04    | Urs König Stephan Kunz Urs Schmidig Toni Dinkel                | SAS Zürich                 | 1:56:40,6  |
| 05    | Juri Burlakow Reto Burgermeister Andreas Manser Max Pettermand | SC Am Bachtel              | 1:57:12,0  |

Datum: Sonntag, 24. Januar 1993 in La Fouly

Es nahmen 24 Staffeln teil, von denen 21 ins Ziel kamen

### Frauen

#### 5 km klassisch
| Platz | Name              | Verein                | Zeit (min) |
| ----- | ----------------- | --------------------- | ---------- |
| 01    | Sylvia Honegger   | Wald ZH               | 15:33,2    |
| 02    | Brigitte Albrecht | Lax                   | 15:49,3    |
| 03    | Silke Schwager    | Zürich                | 15:58,1    |
| 04    | Andrea Huber      | Alpina St. Moritz     | 16:10,4    |
| 05    | Jasmin Baumann    | SC Davos              | 16:17,2    |
| 06    | Aita Rauch        | Schuls                | 16:26,3    |
| 07    | Stephanie Ösch    | Rougemont             | 16:28,4    |
| 08    | Selina Bischoff   | SC Rätia Chur         | 16:33,4    |
| 09    | Nadja Scaruffi    | SC Davos              | 16:39,2    |
| 010   | Annemarie Bösch   | SC Bernina Pontresina | 16:46,1    |

Datum: Samstag, 23. Januar 1993 in La Fouly

Zum Auftakt der Meisterschaften gewann, das mit 55 Läuferinnen gestarteten Rennen, Sylvia Honegger mit 16,1 Sekunden Vorsprung auf Brigitte Albrecht und 24,9 Sekunden auf Silke Schwager. Das Ergebnis dieses Rennen zählte für das Verfolgungsrennen am folgenden Tag.

#### 10 km Freistil Verfolgung
| Platz | Name              | Verein            | Zeit (min) |
| ----- | ----------------- | ----------------- | ---------- |
| 01    | Sylvia Honegger   | Wald ZH           | 44:58,1    |
| 02    | Brigitte Albrecht | Lax               | 45:47,3    |
| 03    | Silke Schwager    | Zürich            | 46:47,8    |
| 04    | Aita Rauch        | Schuls            | 48:04,9    |
| 05    | Jasmin Baumann    | SC Davos          | 48:06,9    |
| 06    | Christine Mettler | Schwellbrunn      | 48:19,8    |
| 07    | Nadja Scaruffi    | SC Davos          | 48:28,7    |
| 08    | Andrea Huber      | Alpina St. Moritz | 48:59,4    |
| 09    | Selina Bischoff   | SC Rätia Chur     | 49:03,5    |
| 010   | Stephanie Ösch    | Rougemont         | 49:32,9    |

Datum: Sonntag, 24. Januar 1993 in La Fouly

#### 15 km klassisch
| Platz | Name              | Verein                | Zeit (min) |
| ----- | ----------------- | --------------------- | ---------- |
| 01    | Sylvia Honegger   | Wald ZH               | 49:24,5    |
| 02    | Brigitte Albrecht | Lax                   | 50:42,5    |
| 03    | Christine Mettler | Schwellbrunn          | 52:53,2    |
| 04    | Nadja Scaruffi    | SC Davos              | 53:08,4    |
| 05    | Gaby Gutknecht    | SC Adelboden          | 53:55,1    |
| 06    | Annemarie Bösch   | SC Bernina Pontresina | 55:07,6    |
| 07    | Brigitte Dänzer   | SC Adelboden          | 55:09,1    |
| 08    | Brigitte Wigger   | SC Marbach            | 56:04,0    |
| 09    | Katja Schönholzer | Grabs                 | 56:53,9    |
| 010   | Barbara Schmid    | Schüpfheim            | 57:05,7    |

Datum: Freitag, 29. Januar 1993 in La Fouly

Sylvia Honegger gewann damit das dritte Einzelrennen bei diesen Meisterschaften. Es waren 38 Läuferinnen am Start, von denen 32 ins Ziel kamen.

#### 30 km Freistil
| Platz | Name              | Verein        | Zeit (std) |
| ----- | ----------------- | ------------- | ---------- |
| 01    | Sylvia Honegger   | Wald ZH       | 1:34:24,2  |
| 02    | Brigitte Albrecht | Lax           | 1:34:58,6  |
| 03    | Elvira Knecht     | SC Rätia Chur | 1:35:28,4  |
| 04    | Aita Rauch        | Schuls        | 1:37:15,4  |
| 05    | Brigitte Dänzer   | SC Adelboden  | 1:40:35,3  |
| 06    | Priska Haas       | SC Marbach    | 1:40:57,9  |
| 07    | Cornelia Porrini  | Gibswil       | 1:42:54,3  |
| 08    | Judith Zurbuchen  | Matten        | 1:43:09,9  |
| 09    | Ursina Rauch      | Schuls        | 1:43:17,9  |
| 010   | Gabriela Kolanos  | Zürich        | 1:43:24,1  |

Datum: Samstag, 3. April 1993 auf der Alp Bondo

Honegger gewann mit 34,4 Sekunden Vorsprung auf Brigitte Albrecht und holte damit alle Einzeltitel bei diesen Meisterschaften.

#### 3 × 5 km Staffel
| Platz | Namen                                             | Verein        | Zeit (min) |
| ----- | ------------------------------------------------- | ------------- | ---------- |
| 01    | Dolores Rupp Sylvia Honegger Silke Schwager       | SC Am Bachtel | 49:35,7    |
| 02    | Simone Marugg Selina Bischoff Elvira Knecht       | SC Rätia Chur | 51:09,9    |
| 03    | Gaby Gutknecht Beatrice Schranz Brigitte Dänzer   | SC Adelboden  | 51:53,9    |
| 04    | Franziska Unternährer Brigitte Wigger Priska Haas | SC Marbach    | 52:37,6    |
| 05    | Doris Kunz Cornelia Porrini Susanne Manser        | SC Am Bachtel | 55:27,1    |

Datum: Sonntag, 31. Januar 1993 in La Fouly

Es waren acht Staffeln am Start.

## Nordische Kombination

### Einzel
| Platz | Name              | Ort           | Laufzeit (min) |
| ----- | ----------------- | ------------- | -------------- |
| 01    | Jean-Yves Cuendet | Le Lieu       | 25:37,9        |
| 02    | Andreas Schaad    | SC Einsiedeln | 26:36,4        |
| 03    | Hansjörg Zihlmann | SC Marbach    | 27:03,8        |
| 04    | Markus Wüst       | Winterthur    | 27:39,3        |
| 05    | Armin Krügel      | SC Marbach    | 29:04,8        |
| 06    | Hippolyt Kempf    | Luzern        | 29:39,5        |

Datum: Samstag, 6. Februar und Sonntag, 7. Februar 1993 in St. Moritz

Cuendet gewann mit 58,5 Sekunden Vorsprung auf den Vorjahressieger Andreas Schaad und holte damit seinen ersten Schweizer Meistertitel.

## Skispringen

### Normalschanze
| Platz | Name              | Verein          | Weite 1 | Weite 2 | Punkte |
| ----- | ----------------- | --------------- | ------- | ------- | ------ |
| 01    | Sylvain Freiholz  | Schaan          | 92,5 m  | 85,5 m  | 210,3  |
| 02    | Stephan Zünd      | Schaan          | 87,5 m  | 85,5 m  | 200,8  |
| 03    | Hansjörg Zihlmann | SC Marbach      | 89,0 m  | 83,0 m  | 200,7  |
| 04    | Martin Trunz      | Degersheim      | 87,5 m  | 84,5 m  | 199,2  |
| 05    | Bruno Reuteler    | Ski-Club Gstaad | 90,5 m  | 83,0 m  | 198,6  |
| 06    | Andreas Schaad    | SC Einsiedeln   | 87,0 m  | 83,0 m  | 196,0  |
| 07    | Jean-Yves Cuendet | Le Lieu         | 87,0 m  | 81,5 m  | 192,6  |
| 08    | Armin Krügel      | SC Marbach      | 84,5 m  | 80,0 m  | 180,7  |
| 09    | Andreas Küttel    | SC Einsiedeln   | 82,0 m  | 80,5 m  | 176,5  |
| 010   | Lars Widmer       | Ski-Club Gstaad | 86,0 m  | 77,0 m  | 176,3  |

Datum: Sonntag, 7. Februar 1993 in St. Moritz

Sylvain Freiholz gewann mit Weiten von 92,5 m und 85,5 m und holte damit seinen zweiten Meistertitel. Der neuntplatzierte Andreas Küttel wurde Juniorenmeister.